# 40 karat
40 karat (engelska: 40 Carats) är en amerikansk långfilm från 1973 i regi av Milton Katselas, med Liv Ullmann, Edward Albert, Gene Kelly och Binnie Barnes i rollerna.

## Handling
En 40-årig kvinna som förälskar sig i en betydligt yngre man.

## Rollista
| Liv Ullmann      | – Ann Stanley   |
| Edward Albert    | – Peter Latham  |
| Gene Kelly       | – Billy Boylan  |
| Binnie Barnes    | – Maud Ericson  |
| Deborah Raffin   | – Trina Stanley |
| Billy Green Bush | – J.D. Rogers   |
| Nancy Walker     | – Mrs. Margolin |
| Don Porter       | – Mr. Latham    |
| Rosemary Murphy  | – Mrs. Latham   |
| Natalie Schafer  | – Mrs. Adams    |
| Claudia Jennings | – Gabriella     |